# 堤自動車商会
堤自動車商会は、日本の企業。
堤一郎が東京都麹町区（現千代田区）内幸町一丁目にて創業。イスパノスイザ、ベントレー、ロールス・ロイス、オースチン等のコーチビルダー（架装、カロッツェリア）を本業とし、直系尊属が水戸藩士であったことから、貴族、華族等の車両を多く手がけており、定評があった。日本初の純国産レーシングカー「木星号」を開発。堤自らも運転好きで、赤坂の自宅から江ノ島までの往復ドライブや鉄砲を積んで狩猟ドライブ等を楽しんでいた。第二次世界大戦と共に廃業を余儀なくされた。戦前の自動車誌をはじめ、カーグラフィック誌、小林彰太郎著『昭和の日本 自動車見聞録』にも紹介されている。